# Cherie Currie
Cherie Currie (Los Angeles, 30 de novembro de 1959), é uma cantora, musicista e atriz americana. Foi a primeira principal vocalista da banda  de rock The Runaways, que fez sucesso nos anos 70 e revolucionou o rock, sendo a primeira banda de rock formada apenas por garotas.
Foi descrita como a filha perdida de Iggy Pop e Brigitte Bardot, pela revista americana Bomp!. Entrou na banda The Runaways com dezesseis anos, no ano de 1975. A música Cherry Bomb foi escrita especialmente para a sua audição.
Depois de gravar três álbuns com The Runaways, (The Runaways, Queens of Noise e Live in Japan), Currie gravou dois álbuns solo Only  (Beauty's Only Skin Deep para Polygram Records, e Messin' With The Boys com sua irmã gêmea Marie Currie para a Capitol Records). Em seguida, ela trabalhou como atriz, estrelando em filmes como Foxes, Parasite, Wavelength, Twilight Zone: The Movie, Rosebud Beach Hotel, Rich Girl, e outros, bem como numerosos pontas como convidada em séries de TV (Matlock and Murder She Wrote, entre outros).
No filme The Runaways parte de sua história é mostrada, sobre seu envolvimento com as drogas e sobre o seu tempo de vocalista da banda.Dakota Fanning interpreta seu papel no filme lançado em março de 2010 nos EUA.

## Biografia
Currie é filha de Don Currie e da atriz Marie Harmon. Ela foi criada em Encino, com três irmãos. Seu irmão é Don Currie Jr. Ela tem uma irmã mais velha, a atriz Sondra Currie, e uma irmã gêmea idêntica, Marie Currie.

## Carreira
Currie foi o vocalista da banda de rock, The Runaways com as companheiras de banda Joan Jett, Lita Ford, Sandy West, Jackie Fox e Vicki Blue. A revista Bomp!, descreveu-a como "a filha perdida de Iggy Pop e Brigitte Bardot".
Currie se juntou as Runaways em 1975, aos 15 anos. O hino do rock feminino "Cherry Bomb" foi escrito para ela na audição. As avaliações de seu impacto naquele momento diferem; Um crítico escreveu que "a sabedoria recebida fizeram [as Runaways] criarem um novo território para músicas femininas é difícil de justificar, é duvidoso que a audiência predominantemente masculina que se reunisse para ver Currie de 16 anos em sua indumentária escolhida, Até qualquer subtítulo feminista".
Depois de três álbuns com as Runaways (The Runaways, Queens of Noise e Live in Japan), Currie passou a ser uma artista solo. Ela assinou um contrato com a Mercury, que garantia que ela gravasse quatro discos na banda, mas ela deixou as Runaways após o terceiro álbum, então ela foi obrigada a gravar outro álbum. Ela gravou e o resultado solo foi Beauty's Only Skin Deep lançado Polygram Records. Marie Currie fez um dueto com Cherie em seu disco solo "Love at First Sight". Cherie e Marie fizeram uma turnê nos EUA em 1977 e quando Marie se juntou a Cherie no palco para cantar, o público foi a loucura. Então, elas fizeram uma turnê no Japão em 1978. Enquanto no Japão, as gêmeas se apresentaram em vários programas de TV. Então, Cherie teveu a ideia de que as duas são melhores juntas do separadas e mudou o nome da banda de Cherie Currie para Cherie and Marie Currie. Com Marie Currie, ela gravou o álbum Messin' with the Boys pela Capitol Records e Young and Wild pela Raven. Messin 'with the Boys foi lançado em 1980 e recebeu mais reproduções nas rádios do que Beauty's Only Skin Deep. A música "Since You Been Gone"  alavancou a repercussão do álbum, que foi classificado número 95, na parada dos EUA. Tanto o single "This Time", quanto o álbum Messin 'with the Boys foram top 200 nas paradas dos EUA. Cherie e Marie tocaram em vários programas de televisão para divulgar o álbum; Incluindo Sha Na Na e The Mike Douglas Show. Juntamente com as gravações de álbuns com Marie, Cherie e Marie cantaram, escreveram e produziram músicas para o The Rosebud Beach Hotel e sua trilha sonora chamada The Rosebud Beach Hotel Soundtrack. No filme, elas atuaram e cantaram juntas. Em 1991, Cherie e Marie Currie tocaram no Coconut Teaser, que foi um concerto em tributo a Paula Pierce, ela era integrante da banda The Pandoras. Para a apresentação final, os restantes dos componentes dos Pandoras elogiaram as irmãs Currie. Currie performed at The Runaways reunion in 1994 with other Runaways Fox and West. Her sister Marie joined the three Runaways on stage and performed with the band. Currie participou do reencontro do The Runaways em 1994, com as outras Runaways Fox e West. Sua irmã Marie juntou-se as três Runaways no palco e se apresentaram com a banda. Em 1998, Cherie e Marie tocaram em um show na Golden Apple, para divulgar o relançamento de Messin 'with the Boys. A ex-companheira de banda de Cherie, West juntou-se a Cherie no palco para tocar algumas das músicas da época do Runaways. Curry e Oeste assinaram autógrafos após o show. Young e Wild foi lançado em 1998. Foi o primeiro álbum de compilação de Cherie e Marie. Contém faixas de Beauty's Only Skin Deep, Messin with the Boys, Flaming School Girls (álbum de compilação do Runaways) e uma nova faixa co-escrita por Marie. Em 1999, a Rocket City Records lançou o álbum de estúdio Currie The 80's Collection.
Cherie estrelou o filme Foxes em 1980, com Jodie Foster. Ela recebeu críticas fortes para sua estreia na carreira e por causa desse filme, recebeu muitos papéis em outros filmes. Juntamente com Starring em Foxes (seu filme mais conhecido), ela estrelou em Parasite, Wavelength, Twilight Zone: The Movie, The Rosebud Beach Hotel (com Marie Currie), Rich Girl e outros, bem como inúmeras participações especiais em séries de televisão (Matlock e Murder, She Wrote, entre outros). Em 1984 Currie seria Brenda em Savage Streets, mas foi substituída por Linda Blair. No mesmo ano, Currie foi lançada como o principal cantora da trilha de ficção, a Dose no filme This Is Spinal Tap, mas seu personagem foi cortado do filme. Cherie foi considerada como parte do filme de 1985, Explorers, mas de acordo com sua autobiografia, estava no auge da dependência de drogas e não conseguiu realizar o trabalho.

## Últimos anos
Currie participou como convidada no álbum Beautiful Disaster, do Shameless. Currie lançou singles com a ex-bandmate, Lita Ford e Glenn Danzig no mesmo ano. Currie lançou outro álbum de estúdio, Reverie em 2015. O álbum apresenta a participação da ex-bandmate, Lita Ford, o filho de Currie, Jake Hays e o ex-gerente de Currie, Kim Fowley. Cherie visitou o Reino Unido em novembro de 2015, para divulgar seu novo álbum. Seu convidado especial em sua turnê no Reino Unido foi Last Great Dreamers. Enquanto no Reino Unido, Currie gravou um álbum ao vivo intitulado "Midnight Music in London", que apresenta uma aparição especial ao vivo de Suzi Quatro. Foi lançado em 2016. No final de maio e início de junho de 2016, Currie visitou a Austrália e a Nova Zelândia.

## Vida pessoal
Currie lutou com o vício das drogas em grande parte de sua vida enquanto jovem, o que foi um fator importante no final abrupto de sua carreira. Mais tarde, ela escreveu um livro de recordações, Neon Angel, relatando a vida na banda e suas experiências traumáticas com a dependência química, abuso sexual e sua família desestruturada. The Runaways, um filme de drama biográfico de 2010, produzido por Joan Jett, se concentra nos começos iniciais do grupo e explora a relação entre Currie e Jett. No filme, Currie é interpretada por Dakota Fanning.
Currie foi casada com o ator Robert Hays em 12 de maio de 1990, e eles tiveram um filho juntos, Jake Hays. Jake Hays aprendeu a tocar guitarra suficientemente bem para ser incluído nas gravações recentes e como integrante da nova banda de Cherie Currie. Currie e Robert se divorciaram em 1997.
Currie é agora produz esculturas de madeira e uma motosserra para criar seus trabalhos. Abriu sua própria galeria em 2005 em Chatsworth, Califórnia. Sua arte de motosserra foi exibida em programas de televisão recentes.
Em janeiro de 2024, Currie começou a expressar visões críticas de gênero nas mídias sociais. Em maio de 2024, Currie expressou apoio ao Gays Against Groomers (uma organização conservadora e anti-LGBT) e fez uma colaboração para vender mercadorias com essa organização.

## Influência na cultura pop
Em 1979, uma foto de capa alternativa do álbum de Currie, Beauty's Only Skin Deep, aparece no fundo do filme Rock 'n' Roll High School. Aparece quando os Ramones estão nos bastidores.
As irmãs Dot, Helen e Darby (interpretada por Chloë Sevigny, Carisa Glucksman e Darby Dougherty) no filme Gummo lançado em 1997, Korine mencionou que "Dot e Helen foram baseadas em uma combinação de Cherie e Marie Currie)".
Em 2006, a série de drama adolescente The O.C., no episódio da temporada "The Man of the Year", Marissa faz uma entrada para "Cherry Bomb", enquanto vestida com uma roupa provocativa de colegial, para o internato de Kaitlyn. Ela homenageia Currie, porque quando Currie cantava "Cherry Bomb", ela usava uma roupa provocativa.

## Discografia

### Com o The Runaways

#### Álbuns de estúdio
- 1976 – The Runaways
- 1977 – Queens of Noise

#### Álbuns ao vivo
- 1977 – Live in Japan

### Solo

#### Álbuns de estúdio
- 1977 – Beauty's Only Skin Deep
- 1980 – Messin' with the Boys (com Marie Currie)
- 1998 – Young and Wild (com Marie Currie)
- 1999 – 80's Collection [13][14][15] (com Marie Currie)
- 2015 - Reverie

#### Álbuns ao vivo
- 2016 – Midnight Music in London

#### EPs
- 2007 – Cherry Bomb[32]

#### Participações
- 1978 - Yesterday & Today  - Struck Down[33]
- 1981 - 707 - The Second Album[34]
- 1984 – vários artistas – The Rosebud Beach Hotel Soundtrack (com Marie Currie)
- 1991 - vários artistas – Rich Girl Soundtrack
- 1990 – Tater Totz – Stereo: Sgt. Shonen's Exploding Plastic Eastman Band Request[35]
- 1993 – Atsushi Yokozeki Project – Raid
- 1998 - Precious Metal - What You See Is What You Get: The Very Best of Precious Metal[36]
- 2001 - Katt Lowe & the Othersyde - Katt Lowe & the Othersyde
- 2004 -  Texas Terri Bomb! - Your Lips...
- 2006 - Rick Derringer - Rock 'n' Roll Hoochie Coo: The Best of Rick Derringer
- 2007 - Dee Dee Ramone / Johnny Ramone / Marky Ramone - Ramones Solo Performances[37]
- 2008 - The Ramones - The Family Tree[38]
- 2003 - The Streetwalkin' Cheetahs - Maximum Overdrive
- 2013 – Shameless – Beautiful Disaster
- 2013 – Warehouse 13 – Runaway
- 2013 – Glenn Danzig – "Some Velvet Morning"

## Filmografia
| Ano  | Filme                                     | Papel               | Notas                                                                                             |
| ---- | ----------------------------------------- | ------------------- | ------------------------------------------------------------------------------------------------- |
| 1980 | Foxes                                     | Annie               |                                                                                                   |
| 1982 | Parasite                                  | Dana                |                                                                                                   |
| 1983 | Twilight Zone: The Movie                  | Sara                | Segment #3                                                                                        |
| 1983 | Wavelength                                | Iris Longacre       |                                                                                                   |
| 1984 | Murder, She Wrote                         | Echo Cramer         | Episódio: "It's a Dog's Life"                                                                     |
| 1984 | The Rosebud Beach Hotel                   | Singing Maid Cherie | Her twin Marie Currie played Singing Maid Marie.                                                  |
| 1990 | Matlock                                   | Renee Thorton       | 2 episódios: "The Informer: Part 1" e "The Informer: Part 2"                                      |
| 1991 | Matlock                                   | Betsy Rhodes        | Episódio: "The Suspect"                                                                           |
| 1991 | Rich Girl                                 | Michelle            |                                                                                                   |
| 1992 | Dr. Giggles                               | ADR voice           |                                                                                                   |
| 2004 | Getting the Knack                         | Ela mesma           | Documentário                                                                                      |
| 2005 | Edgeplay: A Film About the Runaways       | Ela mesma           | Documentário produzido pela ex baixista do Runaways Vickie Blue, que retrata a história da banda. |
| 2013 | Hansel and Gretel: Warriors of Witchcraft | Ms. Thoman          | Liberação de DVD direto para DVD                                                                  |
| 2013 | Warehouse 13                              | Ela mesma           | Episódio: "Runaway"                                                                               |
| 2014 | Keeping up with the Kardashians           | Ela mesma           |                                                                                                   |
| 2017 | Under the Influence - Glam Rock           | Ela mesma           | Documentário                                                                                      |

### Oficiais
- Official website
- Cherie Currie's Chainsaw Art site
- Cherie Currie. no IMDb.
- Official Runaways website
- All Music

### Informações
- Cherie Currie (em inglês) no AllMusic
- Cherie Currie (em inglês) no Discogs
- Discografia de Cherie Currie no MusicBrainz
- Cherie Currie no Last.fm